# سلطان أباد (جلغة)
سلطان أباد (بالفارسية: سلطان‌آباد) هي قرية تقع في إيران في قسم جلغة الريفي. يقدر عدد سكانها بـ 41 نسمة .